# Natchez (Mississippi)
Natchez is een plaats (city) in de Amerikaanse staat Mississippi, en valt bestuurlijk gezien onder Adams County.
Natchez was een stopplaats voor de rivierboten op de Mississippi van en naar New Orleans.

## Geografie
Volgens het United States Census Bureau beslaat de plaats een oppervlakte van 35,9 km², waarvan 34,2 km² land en 1,7 km² water. Natchez ligt op ongeveer 22 m boven zeeniveau.

## Plaatsen in de nabije omgeving
De onderstaande figuur toont nabijgelegen plaatsen in een straal van 24 km rond Natchez.

## Demografie
Bij de volkstelling in 2000 werd het aantal inwoners vastgesteld op 18.464.
In 2006 is het aantal inwoners door het United States Census Bureau geschat op 17.162, een daling van 1302 (−7,1%). In 2020 is het aantal inwoners verder gedaald tot 14.520.

## Geboren
- Hound Dog Taylor (1915-1975), blues-gitarist en zanger
- Marion Montgomery (1934-2002), jazzzangeres
- Olu Dara (1941), trompettist, gitarist en zanger
- Glen Ballard (1953), producer
- Alexander O'Neal (1953), zanger, liedjesschrijver en arrangeur

## Overleden
- Jacob Olivier Van de Velde (1795-1855), Belgisch missiebisschop
- Walter Barnes (1905-1940), jazzsaxofonist, -klarinettist en orkestleider